# Михалица
Михалица — река в России, протекает по Тотемскому району Вологодской области. Устье реки находится в 6 км от устья Печеньжицы по правому берегу. Длина реки составляет 16 км.
Исток реки расположен в болотах в 10 км к северо-востоку от села Великий Двор. На всём протяжении Печеньжица течёт, петляя по заболоченному лесу, генеральное направление течения сначала — север, затем юго-запад. Населённых пунктов на реке нет. Крупнейший приток — Дороватица, впадает слева за 2 км до впадения Михалицы в Печеньжицу.

## Данные водного реестра
По данным государственного водного реестра России относится к Двинско-Печорскому бассейновому округу, водохозяйственный участок реки — Северная Двина от начала реки до впадения реки Вычегда, без рек Юг и Сухона (от истока до Кубенского гидроузла), речной подбассейн реки — Сухона. Речной бассейн реки — Северная Двина.
Код объекта в государственном водном реестре — 03020100312103000007971.